# Contea di São Salvador do Mundo
La contea di São Salvador do Mundo è una contea di Capo Verde con 8 677 abitanti al censimento del 2010.
È situata sull'isola di Santiago ed il suo capoluogo è Picos. La contea è stata istituita nel 2005 per scissione dalla contea di Santa Catarina. Il governo della contea si è insediato il 19 luglio 2005.